# Maria Garbowska-Kierczyńska

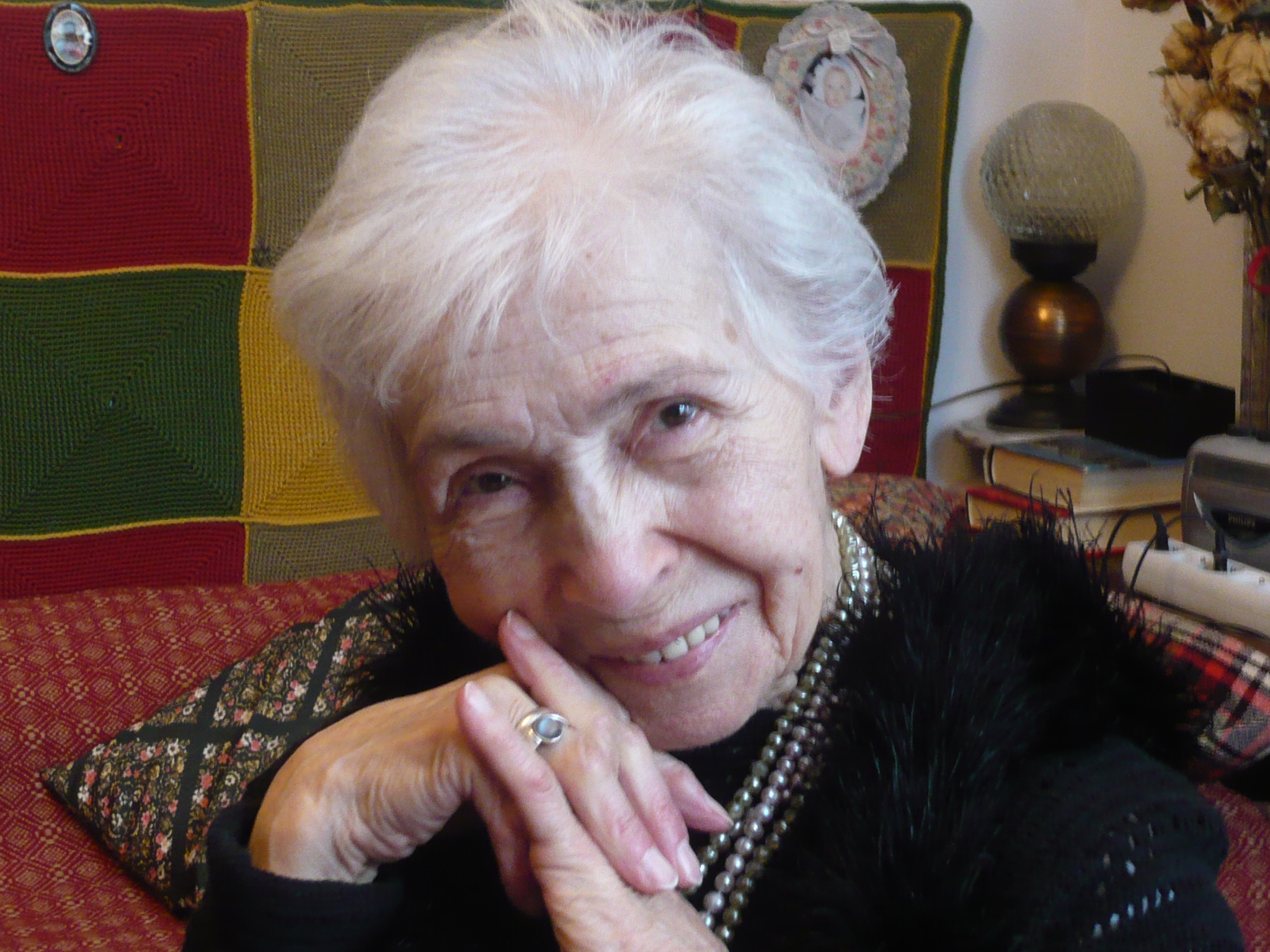
Maria Garbowska-Kierczyńska

Maria Garbowska-Kierczyńska (3 de dezembro de 1922 – 2 de janeiro de 2016) foi uma atriz de cinema, teatro e televisão polonesa. Ela começou sua carreira em 1946. Ela apareceu em filmes como Job, czyli ostatnia szara komórka (2006) e Aftermath (2012). Seus créditos televisivos incluído Plebania e Ojciec Mateusz. Ela foi um membro do Teatro Nacional da Varsóvia de 1969 a 1979. Ela nasceu em Garbów.
Garbowska-Kierczyńska morreu no dia 2 de janeiro de 2016 em Konstancin-Jeziorna, aos 93 anos.